# Sydsjællands og Lolland-Falsters Politi
Sydsjællands og Lolland-Falsters Politi er en dansk politikreds, der dækker syv kommuner på Sydsjælland og Lolland-Falster. Hovedpolitistationen er beliggende i Næstved, mens der er lokalpolitistationer i Nakskov, Nykøbing Falster, Vordingborg og Slagelse. I alt beskæftiger kredsen cirka 910 medarbejdere.
Politikredsen blev etableret som følge af politireformen i 2007 som en sammenlægning af politikredsene Næstved, Nakskov, Nykøbing Falster, Slagelse, Vordingborg samt dele af Ringsted og Køge politikredse. I dag dækker Sydsjællands og Lolland-Falsters Politi kommunerne Slagelse, Sorø, Næstved, Faxe, Vordingborg, Guldborgsund og Lolland med samlet 390.000 indbyggere.
Politiets tre beredskaber kører ud fra Slagelse, Næstved og Nykøbing F. Politiet driver den ene af landets to alarmcentraler, som er beliggende i Slagelse. Færdselsafdelingen har til huse i Vordingborg, mens udlændingekontrolafdelingen er placeret i Maribo.
Anklagemyndigheden ved Sydsjællands og Lolland-Falsters Politi beskæftiger cirka 60 medarbejdere. De er organiseret i 3 advokaturer samt et sekretariat. Advokaturen for Almene Sager behandler sager fra kredsens lokalstationer. Advokaturen for Specielle Sager behandler særlovssager samt de større sager, der efterforskes ved kredsens efterforskningsafdelinger. Advokaturen for Kvalitet og Legalitet er ansvarlig for kvalitetssikring og legalitetskontrol i kredsen. Anklagemyndigheden fører straffesager ved to retter; Retten i Næstved og Retten i Nykøbing Falster.
Lene Frank har siden 2023 været politidirektør i kredsen.